# 大阪市立鶴橋小学校
大阪市立鶴橋小学校（おおさかしりつ つるはししょうがっこう）は、大阪府大阪市生野区にある公立小学校。

## 沿革
明治時代初期の学制発布により、1875年に当時の東成郡木野（この）村に開設された木野小学校、および同郡猪飼野村に開設された猪飼野小学校の2校を起源とする。1887年に2校が合併して東成郡鶴橋尋常小学校として創立した。
開校当初の校区は東成郡小橋・東小橋・木野・猪飼野・岡の5村で、この5村は1889年の町村制施行の際に合併して鶴橋村となった。旧村は鶴橋村の大字となっている。
1897年には大阪市の第一次市域拡張が実施され、従来の鶴橋村のうち大阪鉄道（現在の大阪環状線）以西の地域は大阪市に編入されることになった。また隣接していた東成郡天王寺村も大阪鉄道の内側（北側および西側）が大阪市に編入され、北東部の飛地状になった地域が天王寺村から鶴橋村へと編入されることになった。このため新しい鶴橋村の区域にあわせて校区が再設定され、大阪市となった地域は校区から外し、また天王寺村から編入した地域を校区に編入している。
地域の市街地化とそれに伴う児童数増加により、1918年には鶴橋町（1912年町制施行）で2番目の小学校・東成郡鶴橋第二尋常小学校（現在の大阪市立北鶴橋小学校）を増設した。鶴橋第二小学校の開校と同時に、従来の鶴橋尋常小学校は鶴橋第一尋常小学校へと改称した。1920年には高等科を併設し、鶴橋第一尋常高等小学校と称した。
1922年には鶴橋第一・鶴橋第二の2校の校区を再編し、東成郡鶴橋第三尋常小学校（現在の大阪市立大成小学校）が分離開校した。さらに1924年にも鶴橋第一・鶴橋第二の2校の校区を再編し、東成郡鶴橋第四尋常小学校（現在の大阪市立御幸森小学校）が開校している。
鶴橋町は1925年4月1日に大阪市に編入された。これに伴い大阪市鶴橋第一尋常高等小学校と称するようになった。大阪市編入後も地域での児童数増加の傾向は続き、1927年には鶴橋第一・生野の両校校区を再編して大阪市鶴橋第五尋常小学校（現在の大阪市立勝山小学校）が開校し、さらに3年後の1930年にも鶴橋第一・生野の両校校区を再編する形で大阪市生野第二尋常小学校（現在の大阪市立東桃谷小学校）が開校している。
この間の1928年には、地域の小学校に併設されていた高等科を、高等科単独の鶴橋高等小学校に集約することになった。これに伴い従来の鶴橋第一尋常高等小学校では高等科を廃止し、鶴橋第一尋常小学校となった。なお鶴橋高等小学校はのちに大池国民学校に改称したのち、1947年の学制改革で廃止。跡地は新制大阪市立大池中学校に転用されている。
1941年の国民学校令により、大阪市鶴橋国民学校に改称した。太平洋戦争の戦局悪化の影響で、大阪市など大都市の国民学校児童に対して1944年、学童疎開を実施するよう指示が出された。疎開は児童の縁故でおこなうことを原則としたが、縁故のないものは学校から集団疎開に参加することを勧奨された。大阪市では集団疎開先の府県について各行政区ごとに指定し、生野区の国民学校には奈良県への疎開が指示された。鶴橋国民学校の児童は1944年以降、生駒郡安堵村（現在の安堵町）・昭和村（現在の大和郡山市）・龍田町（現在の斑鳩町）への疎開を実施している。
1947年の学制改革により、大阪市立鶴橋小学校となった。
創立記念日は従来は学校開校日の5月4日としていたが、祝日法の改正により5月4日が国民の休日（現在はみどりの日）となったことに伴い、1988年度より創立記念日を7月6日に変更して実施するようになった。

### 年表
- 1875年 - 木野小学校、猪飼野小学校がそれぞれ創立。
- 1887年5月4日 - 木野・猪飼野の両校合併し、東成郡鶴橋尋常小学校が創立。
- 1890年5月 - 現在地に移転。
- 1918年 - 東成郡鶴橋第一尋常小学校に改称。東成郡鶴橋第二尋常小学校（現在の大阪市立北鶴橋小学校）を分離。
- 1920年 - 高等科を併設。東成郡鶴橋第一尋常高等小学校に改称。
- 1928年 - 高等科を新設の大阪市鶴橋高等小学校に移管。大阪市鶴橋第一尋常小学校に改称。
- 1941年4月1日 - 国民学校令により、大阪市鶴橋国民学校に改称。
- 1944年 - 奈良県に学童疎開。
- 1947年4月1日 - 学制改革により、大阪市立鶴橋小学校に改称。
- 1950年 - 学校給食開始。
- 1959年6月11日 - 校歌制定。
- 1998年 - 生涯学習ルームを併設。

## 通学区域
- 大阪市生野区 桃谷1丁目-3丁目
卒業生は大阪市立桃谷中学校に進学する。

## 交通
- 大阪環状線 桃谷駅 東へ約600m。
- 大阪シティバス 桃谷駅筋バス停。